# Konståret 2008

## Händelser
- Mars - Det danska finanstillsyningsmyndigheterna DFAB drar den internationella konstnärsgruppen Artmoney inför rätta för att de använt ordet bank.[1][2][3]

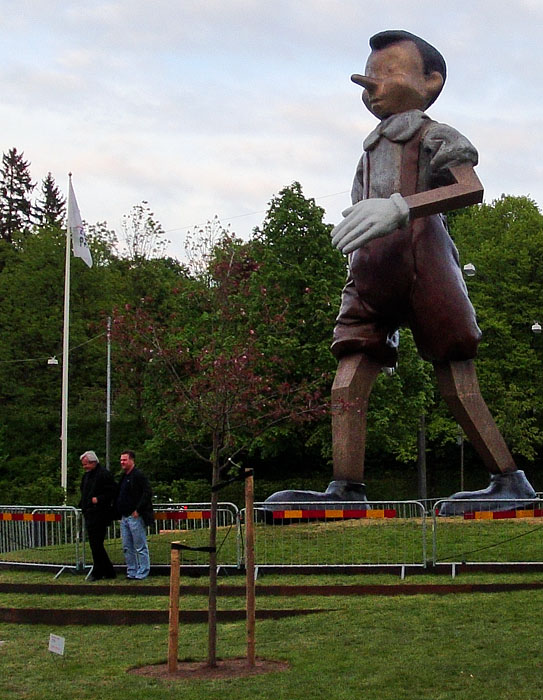
Walking to Borås av Jim Dine.

- 16 maj - Jim Dines bronsskulptur Walking to Borås invigs i Borås. Samtidigt öppnar Borås internationella skulpturbiennal första gången.
- 28 juni - Botero - born in Medellìn, en dokumentärfilm av Peter Schamoni om den colombianske bildhuggaren Fernando Botero har premiär.
- 5 september - Tony Craggs egen Skulpturenpark Waldfrieden öppnar i Wuppertal.

### Okänt datum
- Borås internationella skulpturbiennal inleder sin utställningsverksamhet.
- Studiefrämjandet blir huvudman för Konstskolan Basis.

## Priser
- Prins Eugen-medaljen tilldelades: Dan Wolgers, konstnär, Hans Hammarskiöld, fotograf, Thorbjörn Andersson, landskapsarkitekt, Eija-Liisa Ahtila, konstnär, och Grete Prytz Kittelsen, konstnär.
- Mark Leckey tilldelades Turnerpriset.
- Roland Haeberlein tilldelades Skulptörförbundets Sergelstipendium.

## Avlidna
- 3 januari - Joan Gillchrest, 89, brittisk målare.
- 4 januari - Stig 'Slas' Claesson, 79, svensk författare och konstnär.
- 28 januari - Bengt Lindström (född 1925), svensk konstnär.[4]
- 3 mars - William Brice (född 1921), amerikansk målare och lärare.
- 11 mars - Dave Stevens (född 1955), amerikansk illustratör.
- 28 mars - Michael Podro (född 1931), brittisk konsthistoriker.
- 29 mars - Angus Fairhurst (född 1966), Young British Artist.
- 29 mars - Josef Mikl (född 1929), österrikisk målare.
- 2 april - Mona Seilitz, 65, svensk skådespelerska och konstnär.
- 9 april - Burt Glinn (född 1925), amerikansk fotograf.
- 14 april - Arne Ringström (född 1924), svensk konstnär och dekoratör
- 16 april - Joseph Solman (född 1909), amerikansk målare
- 25 april - Enrico Donati (född 1909), italiensk-amerikansk målare.
- 24 maj - Jens Rosing (född 1925), grönländsk författare och bildkonstnär.
- 28 juni - Håkan Bonds (född 1927), svensk skulptör och illustratör.
- 13 juli - Björn Berg, 84, svensk tecknare, målare och grafiker.
- 26 september - Brita Molin, 89, svensk grafiker och konstnär.
- 1 oktober - Boris Jefimov, 107, rysk politisk skämttecknare och propagandaartist.
- 2 oktober - Lars Pirak, 76, samisk konstnär och sameslöjdare.
- 20 november - Göran Lange (född 1930), svensk skulptör och tecknare.
- 27 november - Lenke Rothman, 79, svensk ungerskfödd bildkonstnär, skulptör och författare.
- 23 december - Gert Marcus, 94, svensk konstnär.
- okänt datum
- Rolf Swedberg (född 1927), svensk konstnär.
- Britta Emanuelson (född 1918), svensk konstnär.

### Fotnoter
1. ↑  Börsen.dk; Investor; Finanstilsynet jagter artmoney Arkiverad 5 mars 2012 hämtat från the Wayback Machine.
2. ↑  Pacific Free Press: The Rise and Threatened Fall of the Bank of International Art Money
3. ↑  Susan Reynolds: Art Money Faces Challenges
4. ↑  Bengt Lindström är död Arkiverad 2 april 2012 hämtat från the Wayback Machine., Dagens Nyheter. Publicerat 29 januari 2008. Läst 3 februari 2008.